# Ulises de la Cruz
Ulises Hernán de la Cruz Bernardo (Piquiucho, 8 de Fevereiro de 1974) é um ex-futebolista do Equador que atuava como lateral-direito. Atualmente é politico em seu país.

## Carreira
Começou a carreira no Deportivo Quito e teve passagens em outros clubes do Equador, como Barcelona, Aucas e LDU, antes de se aventurar fora do país.
Defendeu o time brasileiro Cruzeiro em 1999, e o escocês Hibernian, na temporada 2001-02.
Depois de um bom Mundial de Futebol de 2002, foi contratado pelo Aston Villa, por sugestão de Graham Taylor, treinador do clube, que o tinha observado no mundial na qualidade de comentador televisivo.
Na primeira época no clube não conseguiu obter lugar na equipa, situação que se alterou na época de 2003/2004, depois de David O'Leary assumir o cargo de treinador, e também porque Mark Delaney se lesionou, possibilitando mais oportunidades a Ulises de ter lugar como titular. Nas épocas seguintes não teve muitas oportunidades. Foi um dos marcos da selecção do Equador, com 101 internacionalizações e 6 golos. Também participou do Mundial de 2006.